# Concattedrale dei Santi Cirillo e Metodio (Zagabria)
La concattedrale dei Santi Cirillo e Metodio (in croato: Konkatedrala Sv. Ćirila i Metoda) si trova a Zagabria, in Croazia, ed è la concattedrale greco cattolica dell'eparchia di Križevci.

## Storia e descrizione
L'attuale chiesa è stata costruita al tempo del vescovo Ilija Hranilović nel 1886 sul sito della precedente chiesa di San Basilio, utilizzando gli spazi del seminario greco-cattolico, secondo il progetto Herman Bollé in stile neobizantino. Il campanile della chiesa raggiunge i 50 metri di altezza ed è dotato di tre campane, la più grande pesante 782 kg e dedicata ai Santi Cirillo e Metodio, la media pesa 395 kg ed è dedicata alla Beata Vergine, la più piccola almeno 230 kg ed è dedicata a San Basilio.